# Гайтельгріма Салернська
Гайтельгріма Салернська (ф. 1091) — дочка Гваймара IV Салернського, княгиня-консорт Капуанського князівстваї через шлюб з Жорданом I. Була регенткою Капуї в 1091 році, коли її сини, Річард, Роберт та Жордан, були неповнолітніми.

## Біографія
Вона була дочкою Гваймара IV Салернського та Джемми, а також сестрою Гізульфа II Салернського та Сікельгайти Салернської.
Спочатку вона була одружена з графом Аверським Річардом Дренготом. Після його смерті вона вийшла заміж за його сина Жордана I Капуанського. Папа Григорій VII стверджував, що Гайтельгріму примусили до шлюбу, а Жордан I буквально затягнув жінку проти її волі до шлюбу.
Після того, як у 1091 році Жордан помер, вона стала регенткою своїх синів, Річарда, Роберта та Жордана. Однак пізніше того ж року її вигнали з Капуї громадяни, які обрали своїм князем Ландо, і вона забрала своїх синів із собою до Аверси.
Вона ще раз вийшла заміж за Альфреда, графа Сарно і саме в Сарно вона прихистила свого брата Гізульфа в його останні дні, і там він і похований.